# Simbol
Simból (starogrško σύμβολον: sýmbolon - znamenje) je predmet (oseba, žival, rastlina ...), ki se v danem kontekstu razkriva kot nosilec globlje vsebine ali pa znak za mnoge matematične pojme, kemijske elemente, in tudi znamenje za druge abstraktne pojme.
Simbole glede na zunanjo podobo delimo v pet velikih skupin:
- grafični simboli (grafična znamenja; črke, številke, ...)
- fitomorfni simboli (rastline)
- zoomorfni simboli (živali)
- antropomorfni simboli (ljudje; npr. pastir - pastir krščanskih duš, ki bedi nad verniki, kot pastir nad ovcami)
- simboličen prizor (Dejanje ali dogajanje z literarno podlago. Tudi prizori, ki predstavljajo npr. nauk; trgatev, pitje živali iz vodnjaka življenja - vstajenje v večno življenje. Ločevanje ovac od koz - poslednja sodba... Parisova sodba - izbira med tremi načini življenja ...)

## Nekateri najbolj znani simboli
Glej tudi seznam simbolov.
- golob - sveti duh, vera, krščanstvo, duša, mir
- križ - krščanstvo
- lev - pravica, ponos, dostojanstvo
- lilija - Marijin atribut, simbol francoske vladarske hiše, čistost
- lovor - zmaga, večnost
- oljčna vejica - mir
- riba - simbol krščanstva (ihtis)
- srce - ljubezen, čustva, inteligenca, intuicija, usmiljenje kot božja ljubezen, prijateljstvo, premočrtnost
- srp in kladivo - komunizem